# Bofors L70
Bofors L70 е автоматично зенитно оръдие с калибър 40 mm разработено в Швеция от фирмата Bofors на основата на оръдието Bofors L60, активно използвано от различни страни в годините на Втората световна война. Едно от най-разпространените зенитни оръдия в света, състои на въоръжение в много държави, в 6 страни се произвежда по лиценз. Освен това, на базата на това оръдие са създадени редица корабни и самоходни зенитни комплекси. Оръдието използва снаряда 40 × 364 mm R.

## История на създаването и конструкция
Към разработката на новото зенитно оръдие калибър 40 mm специалистите на концерна „Бофорс“ пристъпват в края на Втората световна война. Първите образци на новото оръдие са готови към 1947 г., производството на оръдието започва през 1951 г. В основата на конструкцията е изпитаното през Втората световна война оръдие L60, но всички основни бойни характеристики са значително подобрени.
Bofors L70 се отнася към числото на малкото съвременни оръдия, чиято автоматика функционира за сметка на отката на ствола. Приоритет се отдава не на високата скорострелност, а на високата кучност на стрелбата при единичен огън и къси серии. Затварянето на ствола е клиново, с вертикално движение на клина. Оръдието използва за стрелба патроните 40×364 mm R, живучестта на ствола е 4000 изстрела. Спирачката на отката е хидравлична, накатника и уравновесяващият механизъм са пружини. Трансмисията за насочване е електрическа, има дублираща ръчна такава.

## Модификации

### Зенитни самоходни установки
Зенитните оръдия Bofors L70 се използват в следните зенитни самоходни установки: VEAK-4062, CV-9040, M247 Sergeant York.